# Carnaval de Lantz
Pour les articles homonymes, voir Lantz (homonymie).

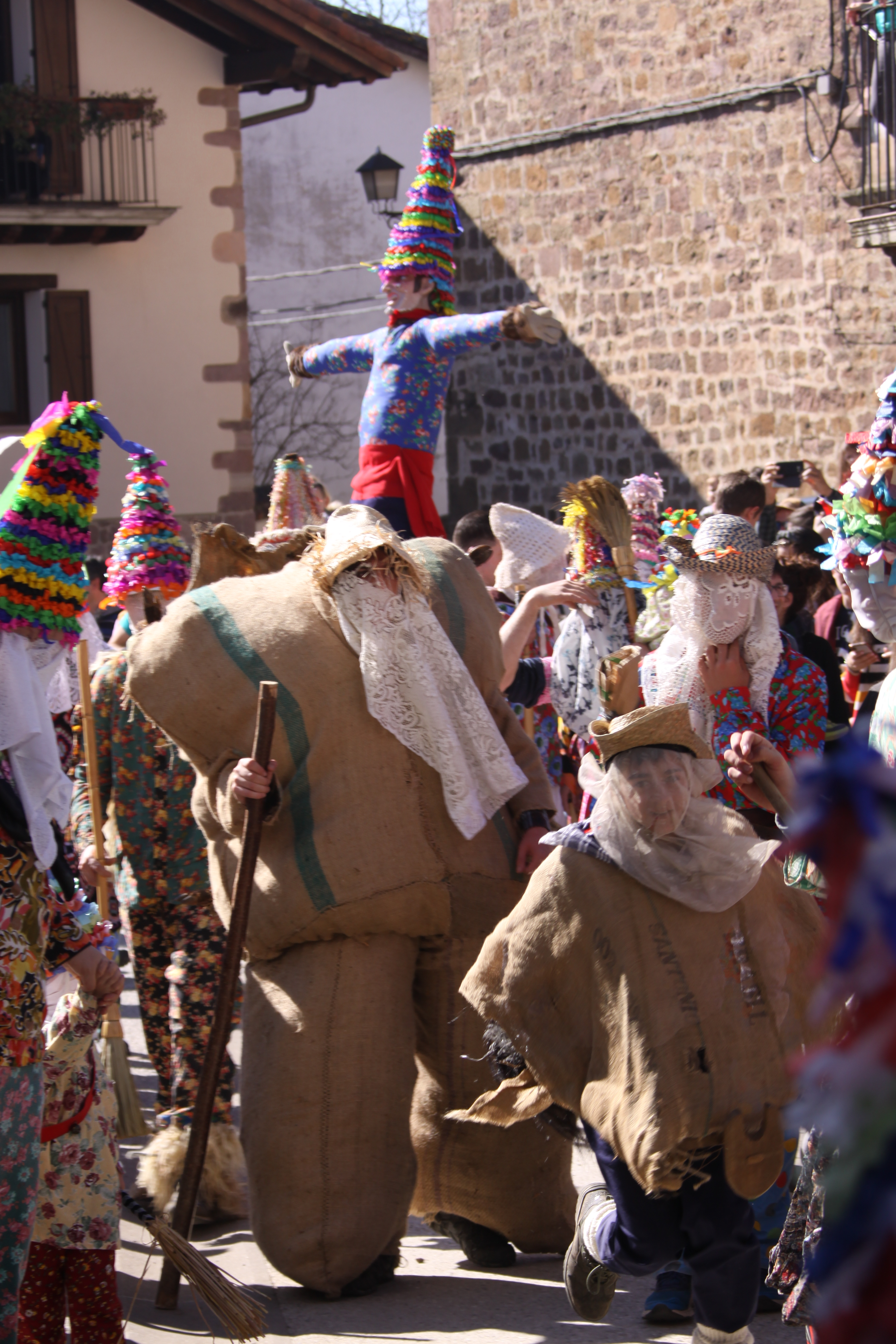
Les personnages principaux du carnaval de Lantz : Ziripot, Zaldiko entourés de Txatxos et précédant Miel Otxin.

Le carnaval de Lantz est une des principales festivités du village de Lantz dans la communauté forale de Navarre (Espagne).
Cette fête traditionnelle basque annuelle se déroule sur les trois jours qui précèdent le mercredi des Cendres.

## Origine
Lantz est un village d'une centaine d'habitants, dans la vallée d'Ultzama au nord-ouest de Pampelune en Navarre.
Un des premiers écrits sur son carnaval est un texte de Violet Alford de 1931. La guerre civile et les interdictions par les autorités jusqu'en 1945 tendent progressivement à faire disparaitre la manifestation. L'ethnographe basque José María Iribarren en fournit en 1944 une description précise, illustrée de photographies en noir et blanc.
En 1964, les frères Pío et Julio Caro Baroja tentent de recréer le carnaval en vue de réalsier un documentaire dans le cadre d'un festival folklorique espagnol. Pour en retrouver la mémoire, iIls se rapprochent des anciens, qui vingt années auparavant avaient participé au dernier. Les jeunes du village, d'abord réticents, acceptent d'y participer. Le tournage est un tel événement que la tradition reprend d'elle-même les années suivantes, jusqu'à devenir un des plus célèbres des carnavals basques.

## Personnages
Les déguisements revêtus par les participants sont très normalisés :
- Miel Otxin est le personnage principal, et le seul à ne pas être incarné par un villageois. Géant de carton et de paille aux bras en croix, il figure un bandit qu'on a capturé et que le cortège promène en triomphe autour du village jusqu'à son exécution et la crémation de son corps le soir du Mardi gras ;
- Ziripot est un homme obèse, peinant à se déplacer, vêtu de sacs de toile de jute bourrés de paille ou de fougères séchées (plus récemment de blocs de mousse), le visage voilé par un tissu. Il représenterait le héros du village, auteur de la capture de Miel Otxin ;
- Zaldiko, mi-homme mi-cheval, serait la monture de Miel Otxin. Habillé d'une cape en toile de jute, coiffé d'un chapeau à large bord et masquant lui aussi son visage derrière une pièce de tissu, le garçon qui l'incarne sautille en tête de cortège muni d'un châssis de bois figurant le cheval ;
- Les Arotzak (forgerons) ou Perratzaileak (maréchaux-ferrants) au nombre d'une dizaine, sont des silhouettes sinistres vêtues de jute, portant chaînes, ossements, chaudrons fumants, fourches, marteaux et tenailles ;
- Le reste des participants figurent les Txatxoak  (en castillan Txatxos, une déformation de muchachos, les jeunes hommes[2], mais peut-être aussi une référence aux démons[2]) : c'est la population de Lantz, qui porte des habits bariolés, un chapeau conique coloré, le visage couvert d'un linge blanc et armés d'un balai de paille.

Les premières descriptions écrites du rituel, au milieu du XXe siècle, décrivent aussi deux garçons déguisés en femmes, tout vêtus de blanc, connus comme les « Jumeaux », ou les « Dames », qui suivent de près Miel Otxin jusqu'à son exécution, l'air grave et plongés chacun dans un livre.

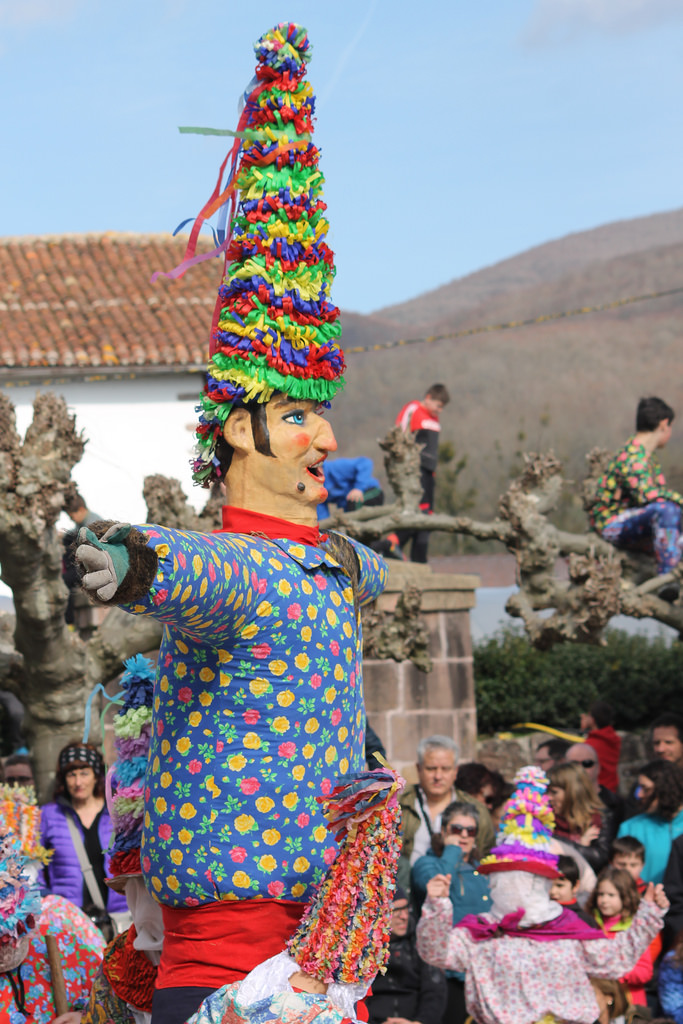
Miel Otxin
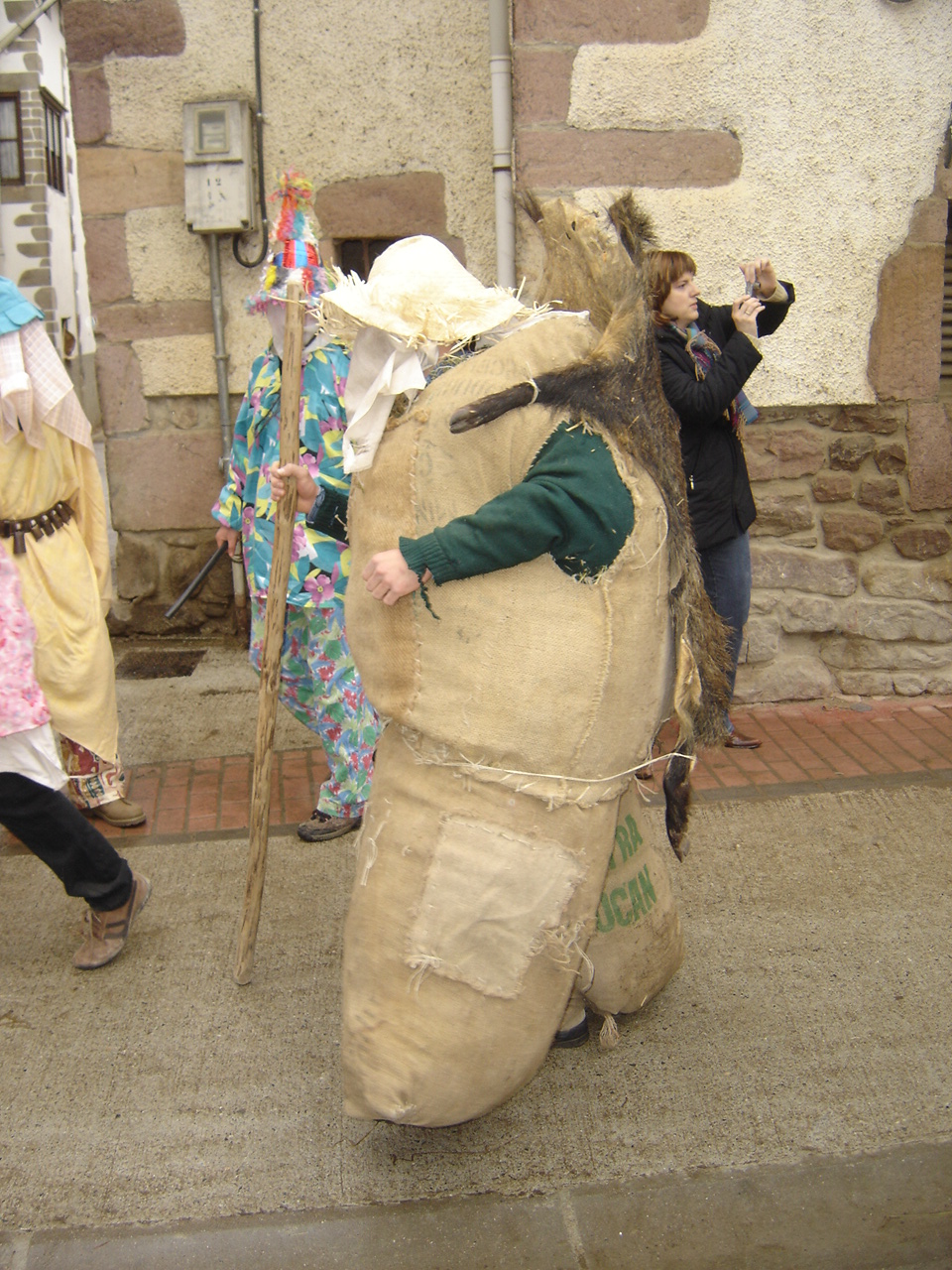
Ziripot
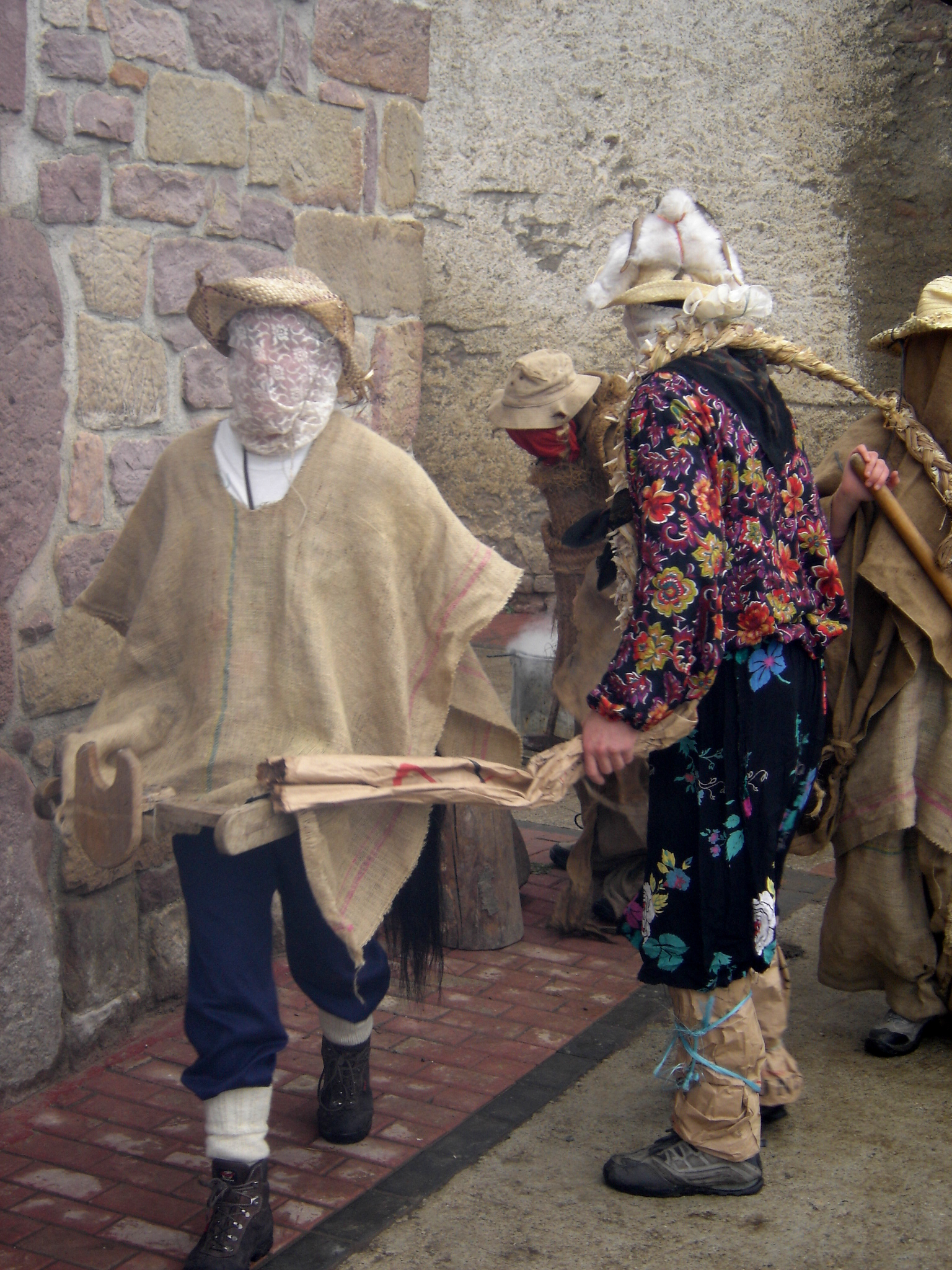
Zaldiko
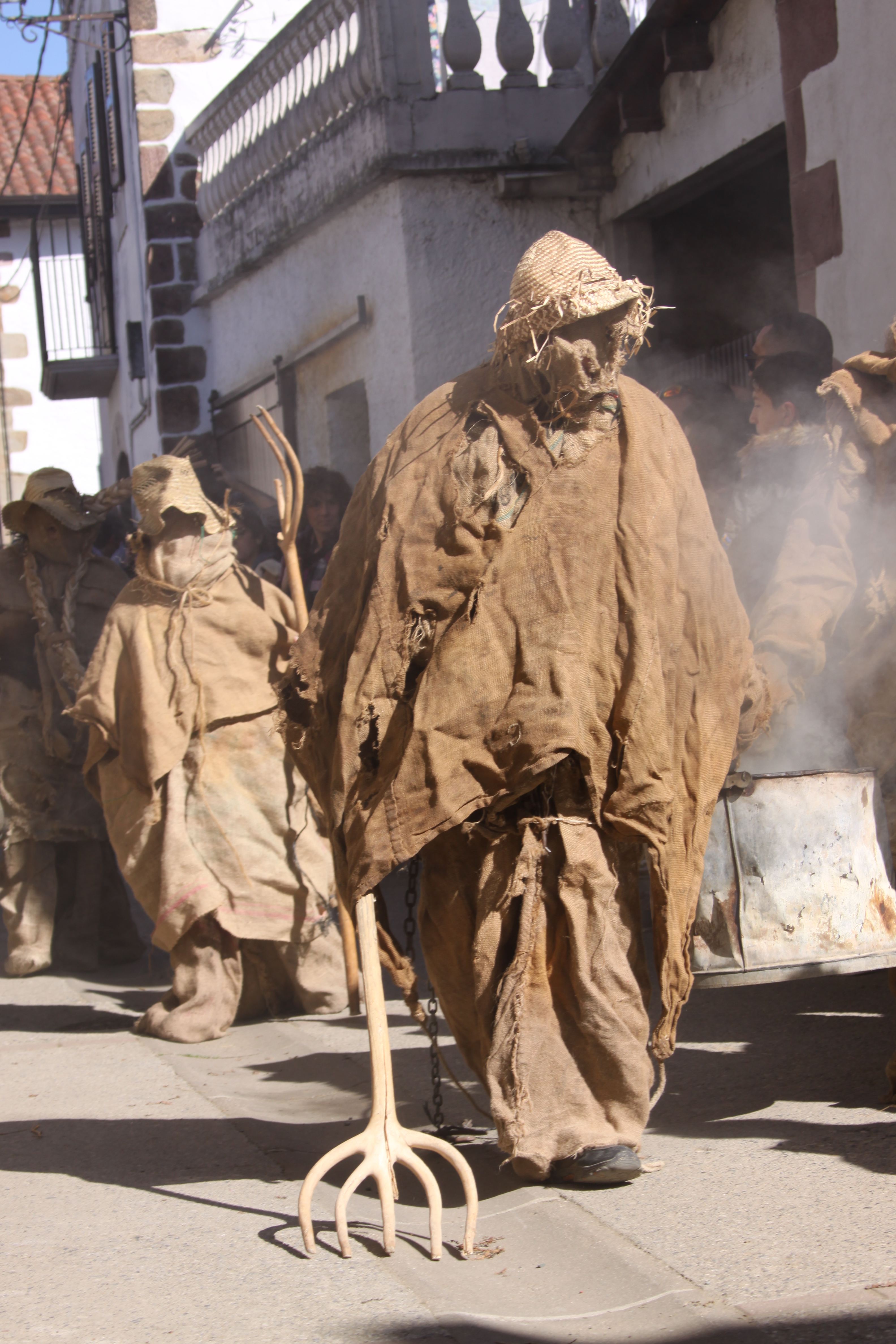
Arotzak
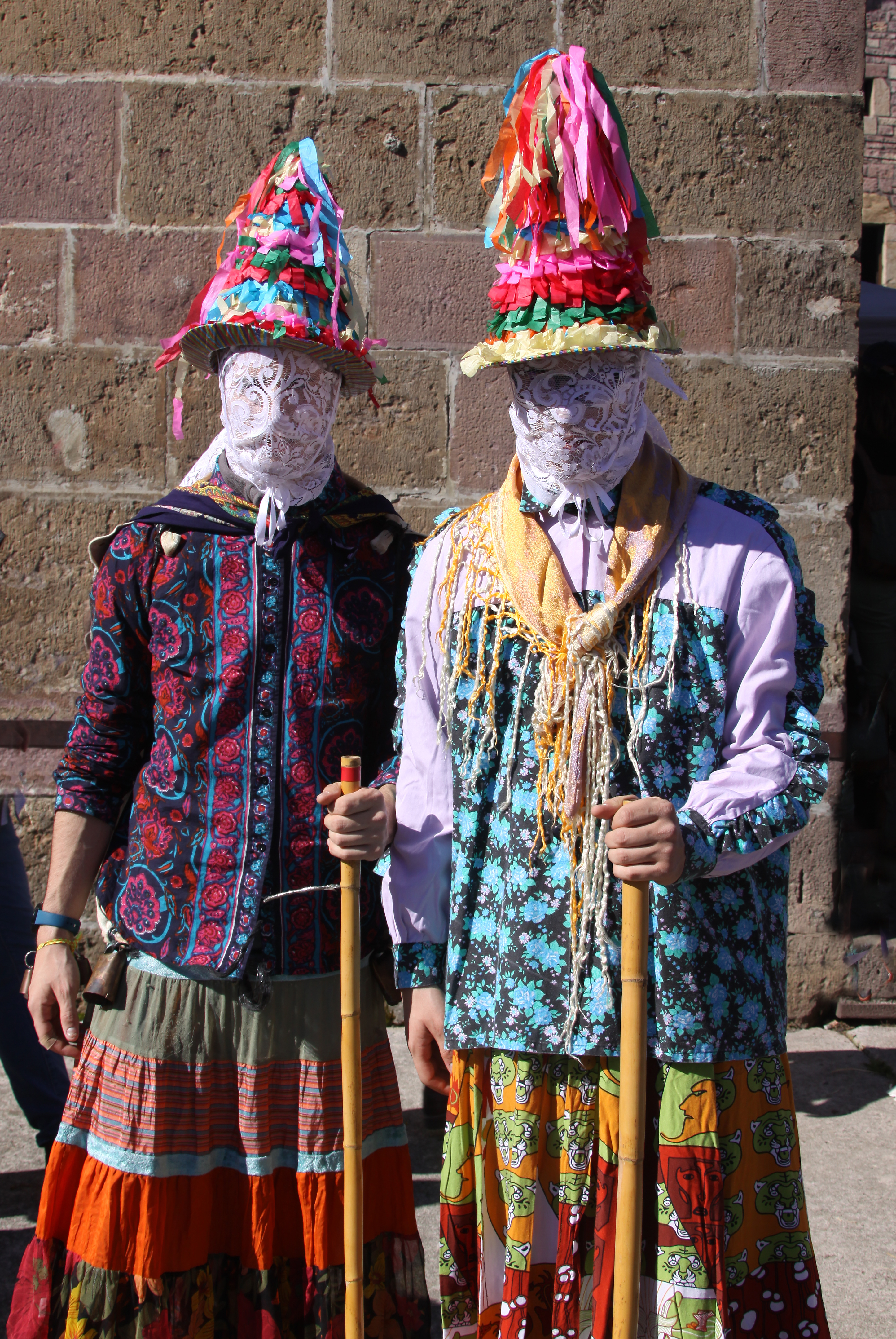
Txatxoak

## Déroulement
Le rituel se déroule en fin de matinée et à la tombée du jour, du dimanche du carnaval au Mardi gras. D'une maison proche de la place centrale sortent tout d'abord les Arotzak, qui descendent la rue principale vers le sud. Armés de fourches, ils effraient les passants et installent leur matériel de maréchal-ferrant à une extrémité de la rue. Suit le cortège principal (tous se sont préparés à l'étage de la posada du village), composé des Txatxoak qui courent en tout sens, frappant les passants avec leur balai de paille. Ils précèdent Ziripot et Zaldiko, celui-ci bousculant régulièrement celui-là jusqu'à le faire tomber (des Txatxoak doivent alors le relever). Derrière vient Miel Otxin, porté à dos d'homme. Les musiciens ferment la marche, jouant le Carnaval de Lantz au txistu et au tambourin. Lorsque Zaldiko passe près des Arotzak, ils s'en saisissent et font mine de le ferrer. Les forgerons reprennent la rue principale vers le nord, tandis que le cortège poursuit le tour du village, dans le sens contraire des aiguilles d'une montre. Les deux groupes se rencontrent à nouveau au nord de la rue principale, et la même scène a lieu entre Zaldiko et les Arotzak. Le défilé s'achève sur la place principale, où tous dansent le zortziko.
Le dernier soir, Zaldiko et Ziripot ne participent pas au défilé. A son arrivée sur la place de Lantz deux coups de fusil retentissent et Miel Otxin tombe. Sa « dépouille » est déposée sur un bûcher qu’on enflamme autour duquel tourne le zortziko.

## Interprétations
La légende qui sous-tend le rituel, dans sa version mise par écrit en 1944 par l'ethnographe basque José María Iribarren, fait de Miel Otxin un ancien bandit de grand chemin de la région. Ayant investi le village et y rançonnant les habitants, il affronte le corpulent Ziripot, vaillant héros qui s’est porté volontaire pour le capturer,. Dans une variante plus courante aujourd'hui, Miel Otxin et sa monture, figurée lors du carnaval par l'homme-cheval Zaldiko, s'acharnent particulièrement sur le malheureux Ziripot, handicapé par son obésité,, et seule l'alliance de tous les villageois met fin à leurs exactions. 

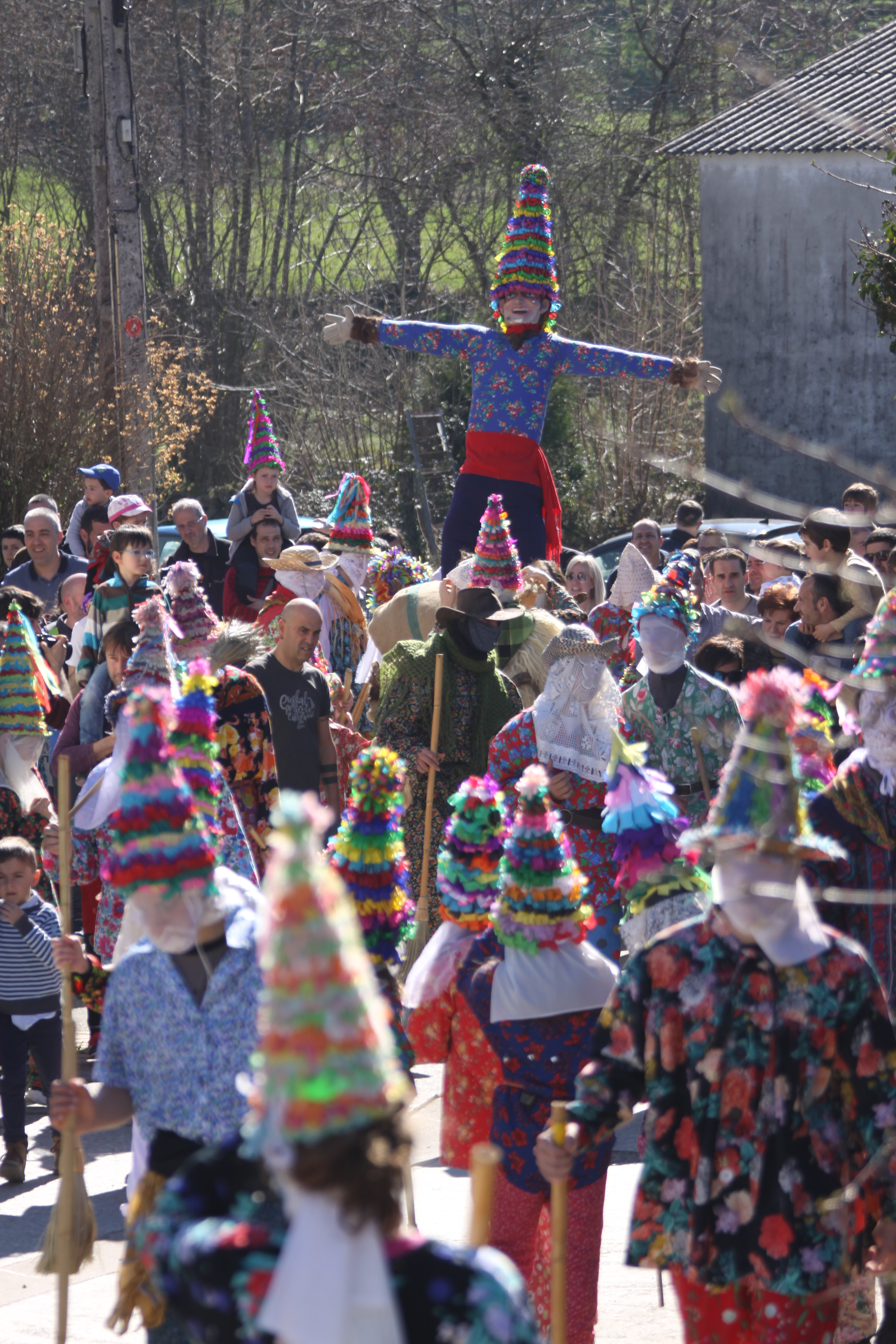
Miel Otxin précédé des Txatxus à Lantz en 2020

Comme dans beaucoup de carnavals ruraux, on voit parfois dans cette tradition un rite destiné à favoriser les futures récoltes de maïs (Violet Alford). 
Julio Caro Baroja assimile ainsi Miel Otxin à un symbole des vices, dont on se débarrasse pour Carnaval comme d'un bouc émissaire. Une lecture voisine présente Miel Otxin comme la personnification des mauvais esprits, desquels triomphent les villageois.
Un auteur pointe cependant la ressemblance formelle de Miel Otxin et du Christ (bras en croix, conduits au supplice), et souligne que le géant, pour capturé qu'il soit, semble dominer la foule et être à tout instant en mesure de se libérer. Supplicié volontaire, il est le seul personnage du carnaval à avoir le visage apparent, un visage de surcroît souriant. Il serait alors plutôt une figure positive, celle du bon bandit, du Robin des Bois, allié aux villageois ; les forces démoniaques étant alors plus vraisemblablement représentées par les « forgerons » arotzak, une douzaine de fantomatiques silhouettes vêtues de jute, de chaînes et d'ossements qui arpentent la rue principale du village indépendamment de la procession. Les deux jeunes hommes vêtus en femmes qui suivaient jadis Miel Otxin auraient été chargés de lire au prisonnier la Passion du Christ — ou bien auraient représenté ses proches, en deuil. 
Juan Garmendia Larrañaga montre la similitude des sorts réservés à Miel Otxin et à Zanpantzar, le héros de plusieurs carnavals  basques lui aussi brûlé la veille des Cendres et que sa corpulence et sa prétendue gloutonnerie (Saint Pansard, de panse) apparente à Ziripot. Constatant que la parade ne met en évidence aucun signe d'animosité entre Miel Otxin et Ziripot, une alliance entre les deux personnages parait donc plausible. 
Le rituel entier symboliserait ainsi la défaite des forces des ténèbres (Arotzak, Txatxoak, voire Zaldiko) qui forment l'avant-garde du cortège face au Bien, Miel Otxin et Ziripot qui les repoussent en fermant la marche. L'immolation d'un Miel Otxin chargé des péchés des habitants serait alors une forme d'absolution.

## Description de la danse
Le carnaval de Lantz est une danse originaire du Pays basque, que l'on danse dans les bals folk et les fêtes basques. Il s'agit d'une danse binaire au tempo rapide.[réf. nécessaire]